# ایر آندورا
ایر آندورا (به انگلیسی: Air Andorra) یک شرکت هواپیمایی است. دفتر مرکزی ایر آندورا در بارسلون، اسپانیا واقع شده‌است و قطب این شرکت هواپیمایی در فرودگاه لا سئو دورجل قرار دارد و به ۷ مقصد، پرواز مستقیم انجام می‌دهد.